# Rhyacophila bosnica
Rhyacophila bosnica är en nattsländeart som beskrevs av Schmid 1970. Rhyacophila bosnica ingår i släktet Rhyacophila och familjen rovnattsländor. Inga underarter finns listade i Catalogue of Life.